# Exocentrancylistes villiersi
Exocentrancylistes villiersi är en skalbaggsart som beskrevs av Stefan von Breuning 1965. Exocentrancylistes villiersi ingår i släktet Exocentrancylistes och familjen långhorningar. Inga underarter finns listade i Catalogue of Life.